# Ken Schwaber

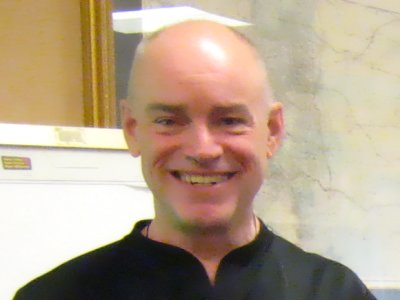
Ken Schwaber 2008

Ken Schwaber (* 17. September 1945 in Wheaton, IL) ist ein US-amerikanischer Softwareentwickler.

## Leben
Schwaber studierte Maschinenbau an der United States Merchant Marine Academy sowie Informatik an der University of Chicago und Betriebswirtschaftslehre an der University of California. Zusammen mit Jeff Sutherland entwickelte er ab 1993 das agile Produktentwicklungs-Framework Scrum, auf der OOPSLA 1995 wurde dann der erste Konferenzbeitrag zu Scrum präsentiert. Seitdem hat er seine eigene Softwarefirma, in der er Scrum anwendet und als Berater für andere Unternehmen arbeitet. Schwaber ist einer der 17 Erst-Unterzeichner des Agile Manifesto (2001) und Mitbegründer der Agile Alliance (2001) in Knox County sowie der ScrumAlliance (2001) in Westminster. 2009 trat er aus der ScrumAlliance aus und gründete die Scrum.org in Burlington. Seit 2009 gibt er mit Jeff Sutherland den Scrum Guide heraus.
Schwaber lebt in Lexington, Massachusetts, Vereinigte Staaten.

## Veröffentlichungen
- Ken Schwaber, Mike Beedle: Agile Software Development with Scrum. Upper Saddle River 2002.
- Ken Schwaber: Agiles Projektmanagement mit Scrum. Microsoft Press, Redmond 2007, ISBN 978-3-86645-631-0 (englisch: Agile Project Management with Scrum.).
- Ken Schwaber: Scrum im Unternehmen. Microsoft Press, Redmond 2008, ISBN 978-3-86645-643-3 (englisch: The Enterprise and Scrum.).
- Ken Schwaber, Jeff Sutherland: Software in 30 Tagen: Wie Manager mit Scrum Wettbewerbsvorteile für ihr Unternehmen schaffen. dpunkt.verlag, Heidelberg 2014, ISBN 978-3-86490-074-7 (englisch: Software in 30 Days: How Agile Managers Beat the Odds, Delight Their Customers, and Leave Competitors in the Dust.).
- Ken Schwaber, Jeff Sutherland: Der Scrum Guide. Der gültige Leitfaden für Scrum: Die Spielregeln. 6. Auflage. 2020 (englisch: The Scrum Guide. The Definitive Guide to Scrum: The Rules of the Game.).